# Anni B Sweet
Ana Fabiola López Rodríguez, más conocida por su nombre artístico Anni B Sweet (Málaga, 13 de mayo de 1987), es una cantautora y música española. Inició su carrera con letras principalmente en inglés y su estilo, suave y melancólico, bebe de influencias desde la música acústica, folk, indie folk, indie pop hasta la neo-psicodelia, pop psicodélico y alternativa.

## Biografía
Con una muy temprana vocación musical, escribía y componía sus primeros temas a la edad de siete años sobre los samples de un órgano de juguete. Tras trasladarse a Madrid para estudiar arquitectura, Ana empezó a dar conciertos a principios de 2008 cuando comenzó a subirse al escenario de los Open Mics en pequeños clubes de la capital, animada por amigos que habían podido escuchar su extraordinaria voz. Grabó su primera maqueta con Javier Doria (The Melocotons) y el productor y músico Brian Hunt (Templeton, Half Foot Outside), consiguiendo ganar y alzarse con el primer premio del concurso de maquetas de la revista Mondosonoro además de conseguir una gran difusión en internet.
El nombre de Anni B Sweet surgió al momento de crearse su perfil en MySpace mientras escuchaba la canción "Johnny B. Goode" de Chuck Berry junto con una amiga, quien le sugirió ponerse "Anni B Sweet" ("Anni sé dulce") como nombre de usuario, declarando: tu voz es muy dulce, pero tus letras no lo son tanto.
Comenzó escribiendo sus canciones principalmente en inglés, debido a que desde niña estudió en un colegio británico y su círculo cercano y amistades se manejaban en ese idioma.
Fichó por el sello independiente Subterfuge Records en 2009 y comenzó a realizar conciertos por toda España aún sin un álbum publicado. Entre sus primeras colaboraciones destaca la que realizó con Antonio Vega, quien la invitó a abrir uno de sus conciertos en Valencia.
Desde el comienzo de su carrera, diversas marcas publicitarias se han interesado por ella gracias a los valores que transmite y así ha trabajado con marcas de coches de alta gama, cosmética, perfumería, ropa, joyería, refrescos, alcoholes y un largo etc.

## Carrera musical

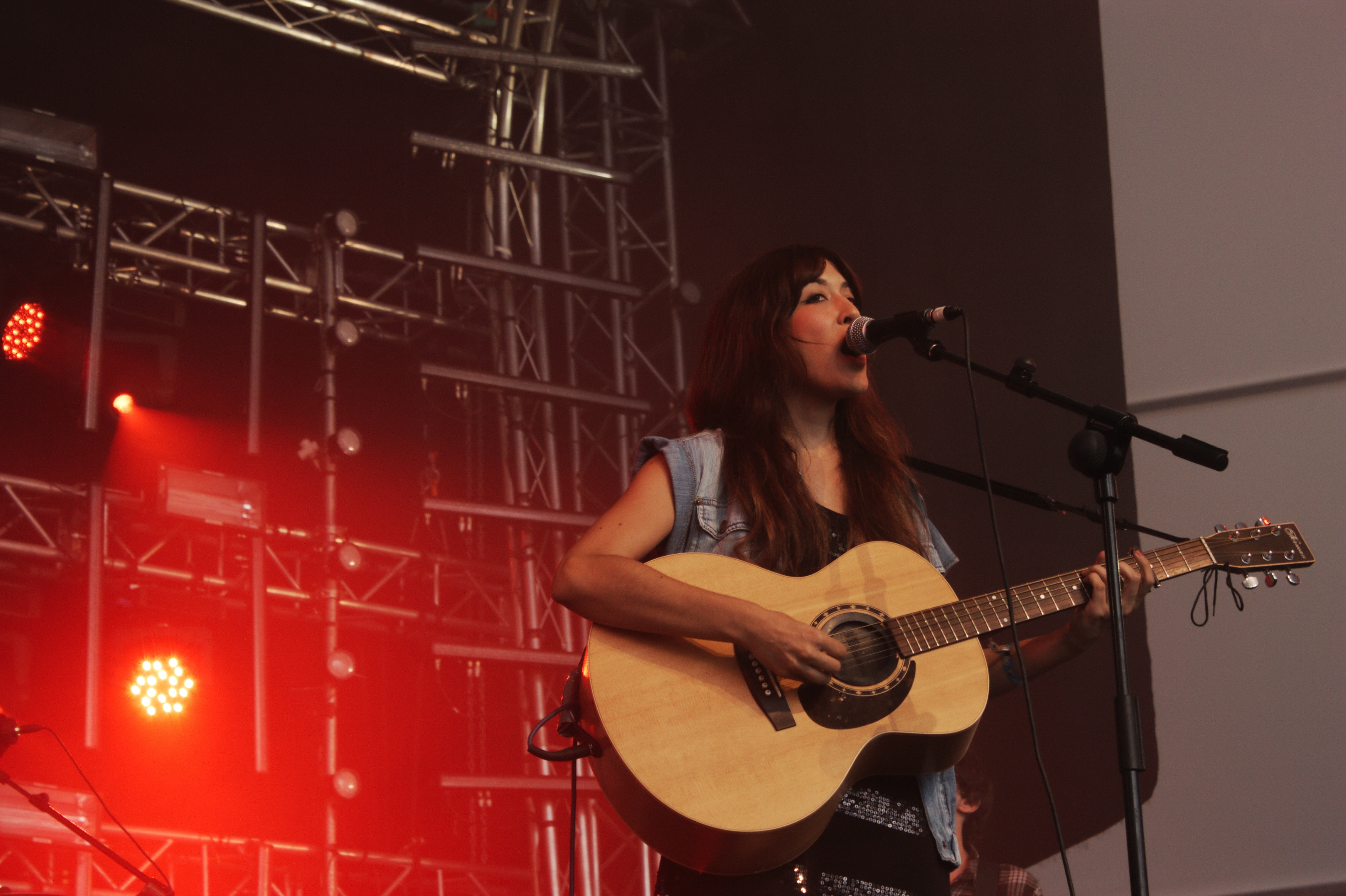
Anni B Sweet en el FIB 2009

### 2009-2011:Start, Restart, Undo
Antes de publicar su primer disco el Festival Internacional de Benicàssim (FIB) ya la había contratado. Asimismo, participó en festivales como el SOS '10 o el Contempopranea 2010. También se presentó en países como Francia, Argentina o Inglaterra.
El 28 de abril de 2009 salió a la luz su primer álbum Start, Restart, Undo, producido por Brian Hunt. Caracterizado por su sonido acústico, folk melancólico y country, todas las canciones se compusieron en inglés a excepción del tema “Tumbado en mi moqueta azul”, el único en castellano. Tras el lanzamiento del disco y desprendiéndose el sencillo “Motorway”, Anni consiguió ser la más joven creadora nominada a Artista Revelación y Autor Revelación en Los Premios de la Música y EP3 (El País) y es galardonada con el premio Guille a Mejor Artista Pop.
El 10 de diciembre de 2009 salió una edición especial de dicho disco, que incluyó una versión de la canción "Take On Me" del grupo A-ha. La pieza se usó para un anuncio de McDonalds en España y le abrió más puertas internacionales, llevándola a aparecer en cadenas tan importantes como la británica mundial VH1.
El 3 de enero de 2011 se publicó su disco en Francia y el día 12 de dicho mes arrancó su gira europea en el Eurosonic Festival de Holanda y posteriormente visitó países como México, Alemania, Suiza y Japón. Este álbum se editó en los 5 continentes y Anni B Sweet giró por Europa, Asia y América.

### 2012-2014:Oh, Monsters!y el EPRidiculous Games
El 24 de abril de 2012 se dio a conocer su segundo disco titulado Oh, Monsters! del que ya se conocían algunos temas que Anni había adelantado en directo. Fue producido por la propia Anni en colaboración con Guillermo Galvan de Vetusta Morla, Javier Doria y Angel Luján (Xoel López, Tulsa, Fuel Fandando). La mezcla y la masterización corrió a cargo de Phil Vinall (Radiohead, Placebo, Pulp), al que conoció a través de su colaboración con los mexicanos Zoé en la canción "Poli".
Se trata de un álbum complejo, oscuro y más elaborado; sus canciones crecen desde el dream folk hasta el rock, visitando intrincados paisajes sonoros que coquetean con la electrónica, evolución que la prensa recibió con entusiasmo y con el que, además de girar por toda España, le llevó a realizar una extensa gira por México. Sus presentaciones tuvieron lugar en el Festival del Globo 2012 en León, Guanajuato, el bar Cara Dura, en la Ciudad de México y el Festival Indio Emergente 2012, en las ciudades de Querétaro, Cholula y Guadalajara.

Anni B Sweet explicó su evolución creativa a través de "Oh, Monsters!" el título del álbum:
"Va dedicado a todos los miedos que tengo, las letras hablan del tiempo, hacerse mayor, las inseguridades, la soledad y el sentirse muy pequeña ante estas situaciones. A todo eso lo he llamado «Monsters»; además, el sonido oscuro de algunos temas también representa bien este nombre."
En esa época y con tan solo 25 años, la malagueña recibió el Premio Día De Andalucía por su “extraordinaria carrera musical”.
A principios de 2013 se anunció la publicación de un EP que incluiría canciones inéditas, además de una versión acústica y ralentizada de "Religión" de los granadinos Lori Meyers. Este se publicó el 19 de marzo de 2013 y tuvo por nombre Ridiculous Games, fue grabado en La Buhardilla de Granada y producido por Noni (Lori Meyers) y David Sutil, ingeniero de sonido de los granadinos. Incluyó al estilo dreampop las canciones “Land” y “Cruel City”, además del sencillo “Ridiculous Games 2060” con Manuel Cabezalí a la guitarra.

### 2015-2018:Chasing Illusions
En la primavera de 2015, el 10 de marzo, Anni B Sweet lanzó su tercer álbum de estudio Chasing Illusions, un disco que se mueve entre el soul de los sesenta, la new wave de los 80 y la pegada rock de los setenta. Se trató de una producción entre Anni, Noni Meyers y Javier Doria. Sobre esta colaboración y la intención del sonido del proyecto, Anni expresó:
"(Noni y Javier) Son dos personas que le han puesto mucha ilusión y cariño al disco. Para mí es fundamental trabajar con personas que me conocen bien y me ayudan a ir por el camino que quiero. Este álbum marca una etapa de mi vida nueva, muchos cambios personales que se ven reflejados en este álbum. Después de un disco muy oscuro como el anterior, Chasing Illusions está compuesto desde la luz y es mucho más maduro."
La cantautora afirmó que este fue el trabajo más luminoso y rítmico de su carrera, incluyendo igualmente canciones más pop. Sobre el título del disco, ella comentó:
"Todos tenemos objetivos, estamos persiguiendo objetivos todo el rato. El ser humano nunca se conforma, cuando consigues algo necesitas otra cosa, y otra cosa y otra cosa... y es como perseguir todo el rato ilusiones."
El 27 de noviembre de 2015 se lanzó la edición deluxe del álbum, incluyendo las canciones inéditas “Our Home” y “Hide and Show”.
En 2015, Anni B Sweet fue la cantante indie española con más oyentes en Spotify.

### 2019-2022:Universo por estrenar
En 2019, Anni B Sweet regresó a escena con su cuarto álbum y primero en español, llevando por título Universo por Estrenar. Publicado el 10 de mayo de ese mismo año, significó un cambio total respecto de sus 3 álbumes anteriores, pues está compuesto íntegramente en castellano y, abandonando su zona de confort, se lanzó al pop psicodélico de influencias sesenteras, de estribillos infecciosos con arreglos de electrónica retrofuturista y neopsicodelia.
Grabado entre Londres y Granada, mezclado por Javier Doria y masterizado por Greg Calvi en EE. UU. y Ángel Luján en España, el álbum fue producido por James Edward Bagshaw, líder, cantante y productor de la banda británica Temples, tratándose de su primera producción más allá de su propia banda. Gracias a esta colaboración, a finales del 2019 Anni participó como artista invitada de Temples en su gira por Europa, presentándose en 5 fechas en Reino Unido y distintas ciudades de Francia, Alemania, Italia y Holanda.

Explicando el título del álbum, Anni B Sweet apuntala su afinidad por temas como la astronomía y la ciencia ficción.
"Viene de un cuento sobre ciencia muy bonito para niños, y también para adultos, que se llama «La puerta de los tres cerrojos». La física cuántica es tan complicada que, si se la explicas a un niño chico, también me vale a mí. Todo lo que cuenta el libro parece ciencia ficción, pero te enseña a saber cómo funciona el universo. Al principio, el protagonista se encuentra con una caja y un sobre, y dentro pone: ‘Universo por estrenar’. Al abrirla, se reproduce un nuevo Big Bang y nueva vida delante de él. Esa historia representa el momento que estoy viviendo ahora mismo."

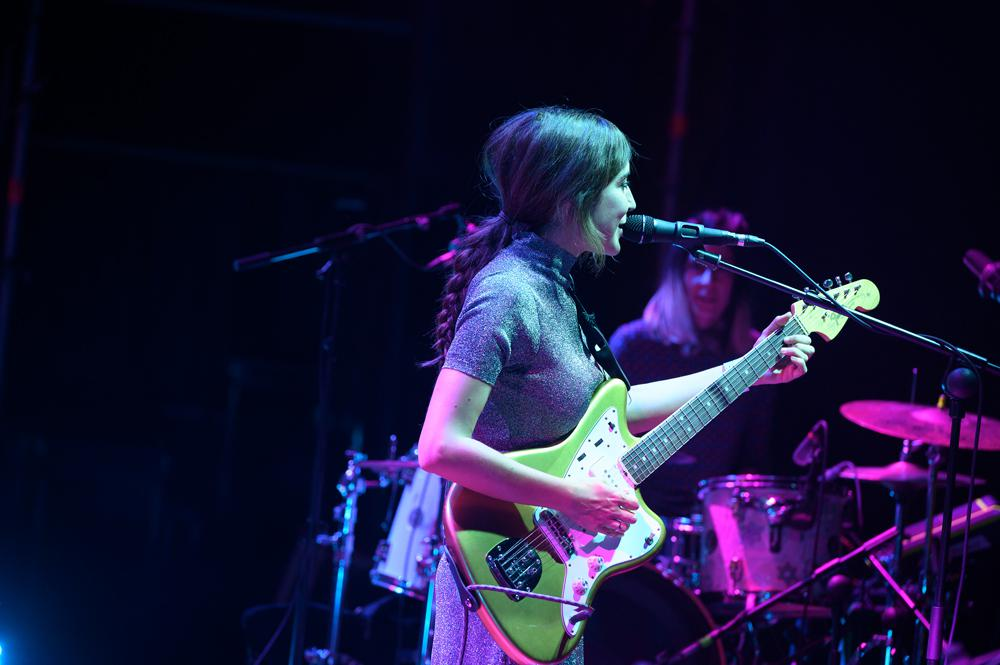
Anni B Sweet presentándose en la Plaza Mayor en Las Fiestas de San Isidro, Madrid, el 14 de mayo de 2019.

Para las presentaciones en directo, Anni B Sweet se armó de una nueva banda con Víctor Cabezuelo (teclados) y Julia Martín-Maestro (batería) del grupo de rock alternativo Rufus T. Firefly, Antonio Trapote (guitarra) de AMBRE y Chumi Domínguez (bajo).

La artista malagueña rompió esquemas con el sencillo “Buen viaje”, un tema alegre y pegadizo de pop psicodélico propulsado por sintetizadores de sonido retro en el que deriva a territorios contemporáneos con un impetuoso arranque electrónico y que remiten al psicorock de los primeros Tame Impala. En palabras de la artista, "es una despedida a las viejas costumbres que te limitan, que te impiden expandirte, hacer lo que quieres y sentirte libre". 
"Es un álbum muy honesto, de una época en la que se necesita un cambio... de ahí surgen canciones con una atmósfera muy espacial, con un toque de psicodelia, con mucha influencia de los 60 y 70 pero con un toque también actual."
Anni B Sweet fue nominada a Mejor Artista Española en los premios europeos de MTV, los EMA´S 2019.
En julio de 2021 participó en la canción "Sol y sal", de Nunatak, en apoyo a la Plataforma Iniciativa Legislativa Popular para el Mar Menor. Esta propuesta acabaría recogiendo los apoyos suficientes y siendo promulgada como ley.

### 2022-2024: Colaboración con Los Estanques -Burbuja Cómoda y elefante Inesperado
A finales del 2021, Anni B Sweet se unió con el grupo de pop progresivo Los Estanques para crear Burbuja Cómoda y Elefante Inesperado. El álbum, compuesto por Anni B Sweet e Íñigo Bregel y producido íntegramente por este último, fue grabado en las montañas de Lanestosa (entre el País Vasco y Cantabria).
El disco, autoproducido, se lanzó el 27 de mayo de 2022, bajo el sello Inbophonic Records y con distribución de Altafonte.
"Esto no es Anni B Sweet con una nueva banda. Tampoco Los Estanques con ella cantando. Esto es Los Estanques y Anni B Sweet juntos", subrayaron desde la revista digital Mercadeo Pop.
La agrupación entre norte y sur de España buscó la necesidad imperiosa de crear sonoridades que no guardaran mucho en común con sus proyectos personales. De esta forma, lograron cautivar a un nuevo público con la progresión de Los Estanques, la exquisita calidad tonal de Anni y la admirable adoración mutua tan natural entre los artistas.
Sobre cuál es el tema central de este álbum, el primero en colaboración con otro artista en su carrera musical, Anni B Sweet comentó en las entrevistas:
"Para mí es la libertad. Hablo mucho de ello, pero ha sido un momento de disfrute, de poder hacer lo que nos ha apetecido, un momento de liberación en el que me he visto trabajando con Íñigo sin ningún tipo de preocupación en algo que nos encantaba muchísimo. He podido compartir cosas con una persona que apenas conocía y que por alguna razón ha surgido una conexión increíble. Creo que esto es lo más importante."
El proyecto fue reconocido con 5 galardones en los Premios MIN, incluidos los de Mejor Artista, Mejor Álbum y Mejor Canción, esta última por "Brillabas".
Entre 2022 y 2023, Los Estanques y Anni B Sweet llevaron el álbum de gira por diversos escenarios, presentándose en festivales destacados de España como Noches del Botánico (Madrid) y el Teatro Circo Price dentro del festival Inverfest 2023, e incluso cruzaron el Atlántico para ofrecer dos fechas en Ciudad de México.

## Discografía

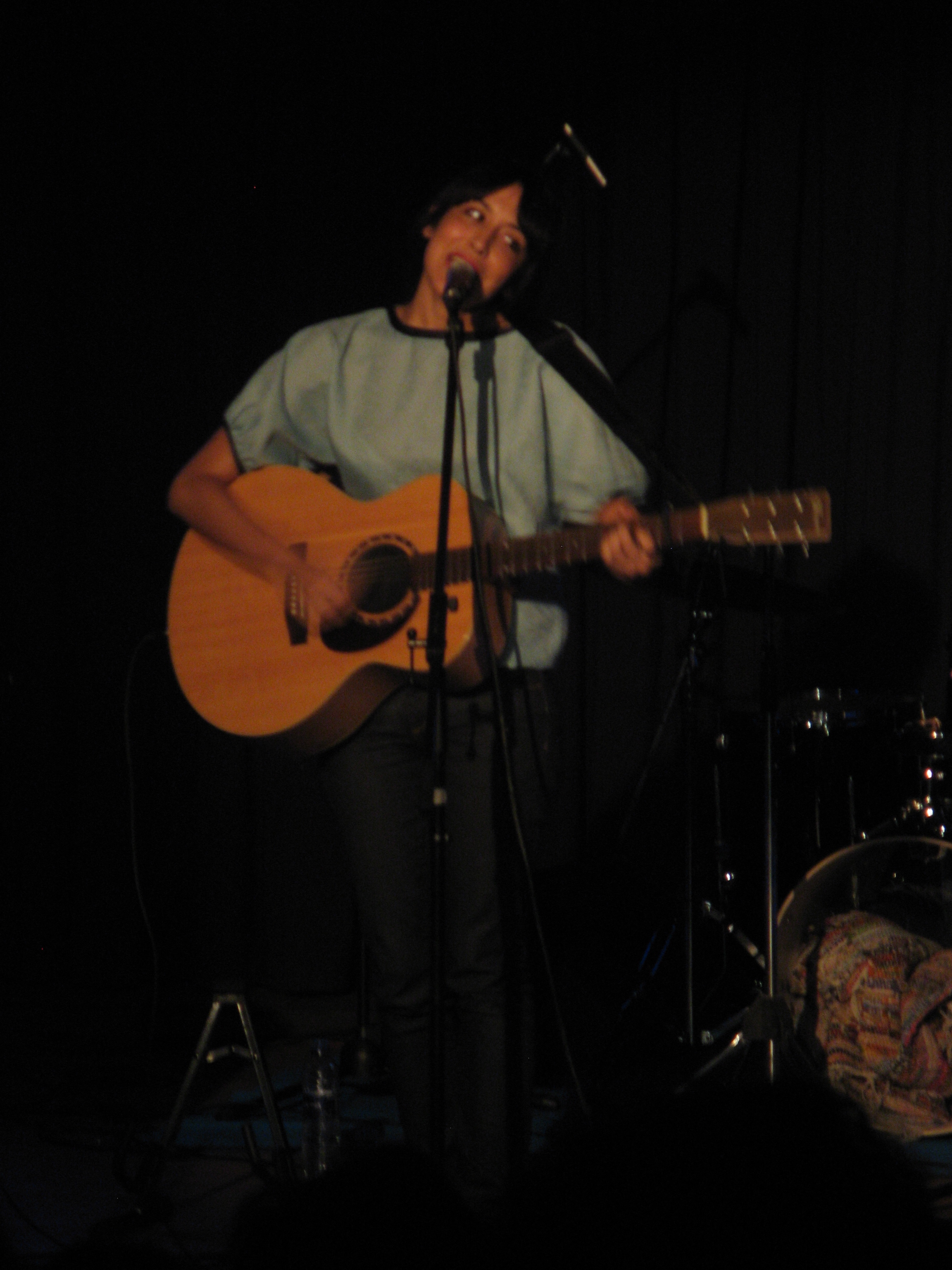
Anni B Sweet en concierto en el Centro Cultural Carril del Conde de Madrid (2008)

### Álbumes de estudio
- Start, Restart, Undo (2009)
- Oh, Monsters! (2012)
- Chasing Illusions (2015)
- Universo por Estrenar (2019)

### Álbumes con bandas
- Burbuja Cómoda y Elefante Inesperado - con Los Estanques (2022)

### EP
- Ridiculous Games (2013)

### Sencillos
- "Motorway" (2009)
- "La La La" (2009)
- "Take on Me" (2009)
- "Shiny Days"
- "At Home" (2012)
- "Getting Older" (2012)
- "Ridiculous Games 2060" (2013)
- "Locked in Verses" (2013)
- "Chasing Illusions" (2014)
- "Hide & Show / Our Home" (2015)
- "Buen Viaje" (2019)
- "Sola con la Luna" (2019)

### Colaboraciones
- "2 Monkeys" (con Nelue)
- "Poli" (con Zoé)
- "All of the moments" (con Nelue)
- "Save It For The Moonlight" (con Cesar&Parker)
- "Se dejaba llevar" (con Sidonie)
- "No puedo vivir sin ti" (con Coque Malla)
- "Y ver llover" (con Delacruz)
- "Déjame" (con Los Secretos)
- "Religión" (con Lori Meyers)
- "Hola Tierra" (con Antonio Arias)
- "Margarette, Todos Lloran por Ti" (con Maren)
- "Big Bang" (con Nat Simons)
- "Ángel en llamas" y "Tú y yo" (con Mikel Erentxun)
- "Simples Movimientos" (con Gold Lake)

## Premios y nominaciones
| Año  | Premiación                  | Categoría             | Obra nominada         | Resultado | Ref.   |
| ---- | --------------------------- | --------------------- | --------------------- | --------- | ------ |
| 2012 | Premios de la Música        | Artista Revelación    | Anni B Sweet          | Nominada  | [ 16 ] |
| 2012 | Premios de la Música        | Autor Revelación      | «Mr. D.»              | Nominada  | [ 16 ] |
| 2013 | MTV Europe Music Awards     | Mejor Artista Español | Anni B Sweet          | Nominada  | [ 17 ] |
| 2013 | Premio del Día de Andalucía | Mérito Artístico      | Anni B Sweet          | Ganadora  | [ 18 ] |
| 2020 | Premios MIN                 | Mejor canción         | «Buen Viaje»          | Ganadora  | [ 19 ] |
| 2020 | Premios MIN                 | Mejor producción      | Universo por Estrenar | Ganadora  | [ 19 ] |
| 2020 | Premios MIN                 | Mejor álbum pop       | Universo por Estrenar | Nominada  | [ 19 ] |
| 2020 | Premios MIN                 | Álbum del año         | Universo por Estrenar | Nominada  | [ 19 ] |
| 2020 | Berlin Music Video Awards   | Mejor canción         | «Buen Viaje»          | Nominada  | [ 20 ] |

## Influencias
Anni B Sweet forma parte de la corriente de cantautoras folk que se dio en España entre 2008 y 2009, y que incluye, entre otras, a Russian Red, Alondra Bentley, La Bien Querida o Zahara.
Además, la artista he referido a músicos como Bob Dylan, Elliott Smith, Nick Drake, Feist, Melody's Echo Chamber y bandas como Pink Floyd, Tame Impala y Radiohead entre sus principales influencias.